# Mistrzostwa Świata w Lekkoatletyce 1995 – bieg na 100 m kobiet
Bieg na 100 m kobiet – jedna z konkurencji rozgrywanych podczas mistrzostw świata w lekkoatletyce w 1995. Eliminacje i ćwierćfinały odbyły się 6 sierpnia, półfinały i finał zaś rozegrano 7 sierpnia.
Do konkursu zgłoszonych zostało 58 zawodniczek z 36 państw.
Zawody w tej konkurencji wygrała reprezentantka Stanów Zjednoczonych Gwen Torrence. Drugą pozycję zajęła zawodniczka z Jamajki Merlene Ottey, trzecią zaś reprezentująca Rosję Irina Priwałowa.

## Wyniki

### Eliminacje
Bieg 1
| Miejsce | Zawodniczka                | Państwo          | Wynik |
| ------- | -------------------------- | ---------------- | ----- |
| 1.      | Jekatierina Grigorjewa     | Rosja            | 11,27 |
| 2.      | Mary Onyali-Omagbemi       | Nigeria          | 11,44 |
| 3.      | Hanitriniaina Rakotondrabé | Madagaskar       | 11,51 |
| 4.      | Virgen Benavides           | Kuba             | 11,52 |
| 5.      | Andrea Philipp             | Niemcy           | 11,66 |
| 6.      | Stephi Douglas             | Wielka Brytania  | 11,67 |
| 7.      | Magdalena Ansue            | Gwinea Równikowa | 13,62 |

Bieg 2
| Miejsce | Zawodniczka      | Państwo                           | Wynik |
| ------- | ---------------- | --------------------------------- | ----- |
| 1.      | Merlene Ottey    | Jamajka                           | 11,15 |
| 2.      | Natalja Woronowa | Rosja                             | 11,23 |
| 3.      | Mary Tombiri     | Nigeria                           | 11,42 |
| 4.      | Petja Pendarewa  | Bułgaria                          | 11,45 |
| 5.      | Gabriele Becker  | Niemcy                            | 11,54 |
| 6.      | Rahela Markt     | Chorwacja                         | 11,87 |
| 7.      | Sortelina Pires  | Wyspy Świętego Tomasza i Książęca | 13,16 |

Bieg 3
| Miejsce | Zawodniczka             | Państwo         | Wynik |
| ------- | ----------------------- | --------------- | ----- |
| 1.      | Żanna Pintusewycz-Block | Ukraina         | 11,34 |
| 2.      | Liliana Allen           | Kuba            | 11,35 |
| 3.      | Hermin Joseph           | Dominika        | 11,52 |
| 4.      | Susanthika Jayasinghe   | Sri Lanka       | 11,55 |
| 5.      | Simmone Jacobs          | Wielka Brytania | 11,60 |
| 6.      | Jerneja Perc            | Słowenia        | 11,86 |
| 7.      | Brianie Massaka         | Kongo           | 12,67 |

Bieg 4
| Miejsce | Zawodniczka        | Państwo             | Wynik |
| ------- | ------------------ | ------------------- | ----- |
| 1.      | Juliet Cuthbert    | Jamajka             | 11,26 |
| 2.      | Heather Samuel     | Antyle Holenderskie | 11,42 |
| 3.      | Sanna Kyllönen     | Finlandia           | 11,47 |
| 4.      | Savatheda Fynes    | Bahamy              | 11,52 |
| 5.      | Felipa Palacios    | Kolumbia            | 11,63 |
| 6.      | Damayanthi Dharsha | Sri Lanka           | 11,65 |
| 7.      | Kate Clarke        | Liberia             | 13,45 |
| 8.      | Awa Diarra         | Mauretania          | 13,86 |

Bieg 5
| Miejsce | Zawodniczka            | Państwo           | Wynik |
| ------- | ---------------------- | ----------------- | ----- |
| 1.      | Gwen Torrence          | Stany Zjednoczone | 11,11 |
| 2.      | Ekaterini Tanu         | Grecja            | 11,27 |
| 3.      | Christy Opara-Thompson | Nigeria           | 11,31 |
| 4.      | Złatka Georgiewa       | Bułgaria          | 11,36 |
| 5.      | Chandra Sturrup        | Bahamy            | 11,59 |
| 6.      | Georgette Nkoma        | Kamerun           | 11,80 |
| 7.      | Shabana Akhtar         | Pakistan          | 12,40 |

Bieg 6
| Miejsce | Zawodniczka              | Państwo           | Wynik |
| ------- | ------------------------ | ----------------- | ----- |
| 1.      | Carlette Guidry-White    | Stany Zjednoczone | 11,18 |
| 2.      | Melinda Gainsford-Taylor | Australia         | 11,32 |
| 3.      | Mirtha Brock             | Kolumbia          | 11,56 |
| 4.      | Nora Iwanowa             | Bułgaria          | 11,57 |
| 5.      | Kátia Regina Santos      | Brazylia          | 11,68 |
| 6.      | Odile Singa              | Francja           | 11,70 |
| 7.      | Thi Lan Ank Hoang        | Wietnam           | 12,42 |
| –       | Desiree Cooks            | Anguilla          | DNS   |

Bieg 7
| Miejsce | Zawodniczka           | Państwo         | Wynik |
| ------- | --------------------- | --------------- | ----- |
| 1.      | Melanie Paschke       | Niemcy          | 11,15 |
| 2.      | Paula Thomas          | Wielka Brytania | 11,34 |
| 3.      | Delphine Combe        | Francja         | 11,39 |
| 4.      | Eldece Clarke-Lewis   | Bahamy          | 11,40 |
| 5.      | Wang Huei-chen        | Chińskie Tajpej | 11,84 |
| 6.      | Thoumphone Phommasanh | Laos            | 13,86 |
| –       | Natalie Jones         | Grenada         | DNS   |

Bieg 8
| Miejsce | Zawodniczka          | Państwo           | Wynik |
| ------- | -------------------- | ----------------- | ----- |
| 1.      | Irina Priwałowa      | Rosja             | 11,28 |
| 2.      | Celena Mondie-Milner | Stany Zjednoczone | 11,40 |
| 3.      | Beverly McDonald     | Jamajka           | 11,52 |
| 4.      | Frédérique Bangué    | Francja           | 11,54 |
| 5.      | Cleide Amaral        | Brazylia          | 11,57 |
| 6.      | Judith Boshoff       | Namibia           | 12,14 |
| –       | Antonia De Juses     | Angola            | DNS   |

### Ćwierćfinały
Bieg 1
| Miejsce | Zawodniczka              | Państwo           | Wynik |
| ------- | ------------------------ | ----------------- | ----- |
| 1.      | Celena Mondie-Milner     | Stany Zjednoczone | 11,26 |
| 2.      | Melanie Paschke          | Niemcy            | 11,27 |
| 3.      | Jekatierina Grigorjewa   | Rosja             | 11,33 |
| 4.      | Melinda Gainsford-Taylor | Australia         | 11,35 |
| 5.      | Hermin Joseph            | Dominika          | 11,44 |
| 6.      | Virgen Benavides         | Kuba              | 11,49 |
| 7.      | Mary Tombiri             | Nigeria           | 11,52 |
| 8.      | Petja Pendarewa          | Bułgaria          | 11,55 |

Bieg 2
| Miejsce | Zawodniczka             | Państwo           | Wynik |
| ------- | ----------------------- | ----------------- | ----- |
| 1.      | Gwen Torrence           | Stany Zjednoczone | 11,10 |
| 2.      | Żanna Pintusewycz-Block | Ukraina           | 11,13 |
| 3.      | Mary Onyali-Omagbemi    | Nigeria           | 11,22 |
| 4.      | Beverly McDonald        | Jamajka           | 11,22 |
| 5.      | Natalja Woronowa        | Rosja             | 11,35 |
| 6.      | Złatka Georgiewa        | Bułgaria          | 11,37 |
| 7.      | Gabriele Becker         | Niemcy            | 11,54 |
| 8.      | Delphine Combe          | Francja           | 11,68 |

Bieg 3
| Miejsce | Zawodniczka            | Państwo             | Wynik |
| ------- | ---------------------- | ------------------- | ----- |
| 1.      | Irina Priwałowa        | Rosja               | 11,16 |
| 2.      | Merlene Ottey          | Jamajka             | 11,17 |
| 3.      | Ekaterini Tanu         | Grecja              | 11,28 |
| 4.      | Christy Opara-Thompson | Nigeria             | 11,41 |
| 5.      | Eldece Clarke-Lewis    | Bahamy              | 11,49 |
| 6.      | Heather Samuel         | Antyle Holenderskie | 11,51 |
| 7.      | Susanthika Jayasinghe  | Sri Lanka           | 11,76 |
| 8.      | Mirtha Brock           | Kolumbia            | 11,99 |

Bieg 4
| Miejsce | Zawodniczka                | Państwo           | Wynik |
| ------- | -------------------------- | ----------------- | ----- |
| 1.      | Carlette Guidry-White      | Stany Zjednoczone | 11,03 |
| 2.      | Juliet Cuthbert            | Jamajka           | 11,09 |
| 3.      | Liliana Allen              | Kuba              | 11,25 |
| 4.      | Sanna Kyllönen             | Finlandia         | 11,31 |
| 5.      | Paula Thomas               | Wielka Brytania   | 11,33 |
| 6.      | Savatheda Fynes            | Bahamy            | 11,36 |
| 7.      | Hanitriniaina Rakotondrabé | Madagaskar        | 11,46 |
| 8.      | Frédérique Bangué          | Francja           | 11,55 |

### Półfinały
Bieg 1
| Miejsce | Zawodniczka             | Państwo           | Wynik |
| ------- | ----------------------- | ----------------- | ----- |
| 1.      | Gwen Torrence           | Stany Zjednoczone | 10,84 |
| 2.      | Merlene Ottey           | Jamajka           | 10,85 |
| 3.      | Irina Priwałowa         | Rosja             | 10,90 |
| 4.      | Żanna Pintusewycz-Block | Ukraina           | 11,09 |
| 5.      | Ekaterini Tanu          | Grecja            | 11,09 |
| 6.      | Liliana Allen           | Kuba              | 11,24 |
| 7.      | Christy Opara-Thompson  | Nigeria           | 11,37 |
| 8.      | Sanna Kyllönen          | Finlandia         | 11,51 |

Bieg 2
| Miejsce | Zawodniczka              | Państwo           | Wynik |
| ------- | ------------------------ | ----------------- | ----- |
| 1.      | Carlette Guidry-White    | Stany Zjednoczone | 11,09 |
| 2.      | Melanie Paschke          | Niemcy            | 11,13 |
| 3.      | Juliet Cuthbert          | Jamajka           | 11,13 |
| 4.      | Mary Onyali-Omagbemi     | Nigeria           | 11,19 |
| 5.      | Celena Mondie-Milner     | Stany Zjednoczone | 11,24 |
| 6.      | Melinda Gainsford-Taylor | Australia         | 11,29 |
| 7.      | Beverly McDonald         | Jamajka           | 11,31 |
| 8.      | Jekatierina Grigorjewa   | Rosja             | 11,34 |

### Finał
| Miejsce | Zawodniczka             | Państwo           | Wynik |
| ------- | ----------------------- | ----------------- | ----- |
| 01 !    | Gwen Torrence           | Stany Zjednoczone | 10,85 |
| 02 !    | Merlene Ottey           | Jamajka           | 10,94 |
| 03 !    | Irina Priwałowa         | Rosja             | 10,96 |
| 4.      | Carlette Guidry-White   | Stany Zjednoczone | 11,07 |
| 5.      | Żanna Pintusewycz-Block | Ukraina           | 11,07 |
| 6.      | Melanie Paschke         | Niemcy            | 11,10 |
| 7.      | Mary Onyali-Omagbemi    | Nigeria           | 11,15 |
| 8.      | Juliet Cuthbert         | Jamajka           | 11,44 |